# Čkyně (stacja kolejowa)
Čkyně – stacja kolejowa w miejscowości Čkyně, w kraju południowoczeskim, w Czechach. Znajduje się na wysokości 525 m n.p.m..  
Na stacji nie ma możliwość zakupu biletów, a obsługa podróżnych odbywa się w pociągu.

## Linie kolejowe
- 198 Strakonice - Volary